# Нарин
Нарин (словен. Narin, итал. Narini) је насељено место у општини Пивка, Приморско-нотрањска регија, Словенија.

## Историја
До територијалне реорганизације у Словенији био је у саставу старе општине Постојна.

## Становништво
У попису становништва из 2011. године, Нарин је имао 221 становника.
| Број становника према пописима | Број становника према пописима | Број становника према пописима |
| ------------------------------ | ------------------------------ | ------------------------------ |
| 1991                           | 2002                           | 2011                           |
| 238                            | 220                            | 221                            |